# Burcu Yüksel
Burcu Yüksel (nazwisko panieńskie Ayhan; ur. 3 maja 1990 w Mersin) – turecka lekkoatletka specjalizująca się w skoku wzwyż.
W 2007 odpadła w eliminacjach mistrzostw Europy juniorów i zajęła odległe miejsce w finale mistrzostw świta juniorów młodszych. Dziesiąta zawodniczka mistrzostw świata juniorów w Bydgoszczy (2008). W 2009 była druga na igrzyskach państw basenu Morza Śródziemnego oraz wywalczyła brązowy medal mistrzostw Europy juniorów. Finalistka mistrzostw Europy z 2010 oraz brązowa medalistka młodzieżowych mistrzostw Europy z 2011. Zwyciężczyni mistrzostw Bałkanów (2011), finalistka mistrzostw Europy (2012). Startowała na igrzyskach olimpijskich w Londynie, na których zajęła 12. miejsca w konkursie finałowym. W 2013 sięgnęła po złoty medal igrzysk śródziemnomorskich w Mersin.
Medalistka mistrzostw Turcji i reprezentantka kraju w juniorskich meczach międzypaństwowych.
Rekordy życiowe: stadion – 1,94 (16 lipca 2011, Ostrawa); hala – 1,88 (25 lutego 2012, Tallinn). Wynik z Ostrawy jest aktualnym rekordem Turcji w gronie seniorów i młodzieżowców.

## Osiągnięcia
| Rok  | Impreza                                 | Miejsce      | Lokata            | Wynik |
| ---- | --------------------------------------- | ------------ | ----------------- | ----- |
| 2007 | Mistrzostwa Europy juniorów             | Hengelo      | el. – 19. miejsce | 1,64  |
| 2007 | Mistrzostwa świata juniorów młodszych   | Ostrawa      | 14. miejsce       | 1,65  |
| 2008 | I liga pucharu Europy                   | Stambuł      | 6. miejsce        | 1,84  |
| 2008 | Mistrzostwa świata juniorów             | Bydgoszcz    | 10. miejsce       | 1,78  |
| 2008 | Mistrzostwa krajów bałkańskich juniorów | Bursa        | 3. miejsce        | 1,81  |
| 2009 | Mistrzostwa Europy juniorów             | Nowy Sad     | 3. miejsce        | 1,89  |
| 2009 | Igrzyska śródziemnomorskie              | Pescara      | 2. miejsce        | 1,89  |
| 2010 | I liga drużynowych mistrzostw Europy    | Budapeszt    | 4. miejsce        | 1,85  |
| 2010 | Mistrzostwa Europy                      | Barcelona    | 9. miejsce        | 1,92  |
| 2011 | I liga drużynowych mistrzostw Europy    | Izmir        | 4. miejsce        | 1,89  |
| 2011 | Mistrzostwa krajów bałkańskich          | Sliwen       | 1. miejsce        | 1,86  |
| 2011 | Młodzieżowe mistrzostwa Europy          | Ostrawa      | 3. miejsce        | 1,94  |
| 2012 | Mistrzostwa Europy                      | Helsinki     | 6. miejsce        | 1,92  |
| 2012 | Mistrzostwa krajów bałkańskich          | Eskişehir    | 1. miejsce        | 1,90  |
| 2012 | Igrzyska olimpijskie                    | Londyn       | 12. miejsce       | 1,89  |
| 2013 | Superliga drużynowych mistrzostw Europy | Gateshead    | 5. miejsce        | 1,85  |
| 2013 | Igrzyska śródziemnomorskie              | Mersin       | 1. miejsce        | 1,92  |
| 2013 | Uniwersjada                             | Kazań        | 6. miejsce        | 1,87  |
| 2013 | Mistrzostwa krajów bałkańskich          | Stara Zagora | 4. miejsce        | 1,84  |
| 2013 | Mistrzostwa świata                      | Moskwa       | el. – 20. miejsce | 1,83  |
| 2013 | Igrzyska solidarności islamskiej        | Palembang    | 1. miejsce        | 1,80  |
| 2014 | Superliga drużynowych mistrzostw Europy | Brunszwik    | 7. miejsce        | 1,83  |
| 2014 | Mistrzostwa Europy                      | Zurych       | el. – 22. miejsce | 1,75  |
| 2015 | I liga drużynowych mistrzostw Europy    | Heraklion    | 2. miejsce        | 1,88  |